# Велика награда Бахреина 2008.
Велика награда Бахреина 2008. године је била трка у светском шампионату Формуле 1 2008. године која се одржала на аутомобилској стази у Бахреину, 6. априла 2008. године.
Победник је био Фелипе Маса, другопласирани Кими Раиконен, док је трку као трећепласирани завршио Роберт Кубица.